# Melio Bettina
Emilio „Melio“ Bettina (* 18. November 1916 in Bridgeport, Connecticut, USA; † 20. Dezember 1996 in Beacon, New York, USA) war ein US-amerikanischer Halbschwergewichtsboxer italienischer Herkunft und NYSAC-Weltmeister.

## Amateur
Im Jahre 1935 gewann Bettina die Intercity Golden Gloves; dabei schlug er unter anderem Tony Zale.

## Profi
Am 3. Februar im Jahr 1939 errang er durch einen technischen K.-o.-Sieg in der neunten Runde gegen den US-Amerikaner Tiger Jack Fox den vakanten Weltmeistertitel des ehemaligen Verbandes NYSAC.
Allerdings verlor er ihn im selben Jahr an Billy Conn über 15 Runden nach Punkten durch eine einstimmige Entscheidung.